# Chassignolles (Haute-Loire)
Pour les articles homonymes, voir Chassignolles.
Chassignolles est une commune française située dans le département de la Haute-Loire en région d'Auvergne-Rhône-Alpes.

## Géographie

### Localisation
La commune de Chassignolles se trouve dans le département de la Haute-Loire, en région Auvergne-Rhône-Alpes.
Elle se situe à 58 km par la route du Puy-en-Velay, préfecture du département, à 31 km de Brioude, sous-préfecture, et à 45 km de Sainte-Florine, bureau centralisateur du canton de Sainte-Florine dont dépend la commune depuis 2015 pour les élections départementales.
Les communes les plus proches sont : 
Saint-Vert (4,2 km), Saint-Martin-d'Ollières (4,3 km), Champagnac-le-Vieux (4,4 km), Saint-Hilaire (4,6 km), Fayet-Ronaye (4,6 km), Peslières (5,3 km), Sainte-Catherine (6,2 km), Agnat (6,8 km).
| Saint-Martin-d'Ollières Puy-de-Dôme |                     | Fayet-Ronaye Puy-de-Dôme |
| Saint-Hilaire                       | Chassignolles       |                          |
|                                     | Champagnac-le-Vieux | Saint-Vert               |

### Climat
Pour des articles plus généraux, voir Climat d'Auvergne-Rhône-Alpes et Climat de la Haute-Loire.
En 2010, le climat de la commune est de type climat des marges montargnardes, selon une étude du Centre national de la recherche scientifique s'appuyant sur une série de données couvrant la période 1971-2000. En 2020, Météo-France publie une typologie des climats de la France métropolitaine dans laquelle la commune est exposée à un climat de montagne ou de marges de montagne et est dans la région climatique Nord-est du Massif Central, caractérisée par une pluviométrie annuelle de 800 à 1 200 mm, bien répartie dans l’année.
Pour la période 1971-2000, la température annuelle moyenne est de 8,3 °C, avec une amplitude thermique annuelle de 15,8 °C. Le cumul annuel moyen de précipitations est de 898 mm, avec 10 jours de précipitations en janvier et 7,8 jours en juillet. Pour la période 1991-2020, la température moyenne annuelle observée sur la station météorologique de Météo-France la plus proche, « Saint-Germain-L Herm », sur la commune de Saint-Germain-l'Herm à 8 km à vol d'oiseau, est de 8,0 °C et le cumul annuel moyen de précipitations est de 1 067,3 mm,. Pour l'avenir, les paramètres climatiques de la commune estimés pour 2050 selon différents scénarios d'émission de gaz à effet de serre sont consultables sur un site dédié publié par Météo-France en novembre 2022.

## Urbanisme

### Typologie
Au 1er janvier 2024, Chassignolles est catégorisée commune rurale à habitat très dispersé, selon la nouvelle grille communale de densité à sept niveaux définie par l'Insee en 2022.
Elle est située hors unité urbaine et hors attraction des villes,.

### Occupation des sols
L'occupation des sols de la commune, telle qu'elle ressort de la base de données européenne d’occupation biophysique des sols Corine Land Cover (CLC), est marquée par l'importance des forêts et milieux semi-naturels (80,4 % en 2018), une proportion sensiblement équivalente à celle de 1990 (80,2 %). La répartition détaillée en 2018 est la suivante : 
forêts (80,4 %), prairies (11,3 %), zones agricoles hétérogènes (8,3 %). L'évolution de l’occupation des sols de la commune et de ses infrastructures peut être observée sur les différentes représentations cartographiques du territoire : la carte de Cassini (XVIIIe siècle), la carte d'état-major (1820-1866) et les cartes ou photos aériennes de l'IGN pour la période actuelle (1950 à aujourd'hui).

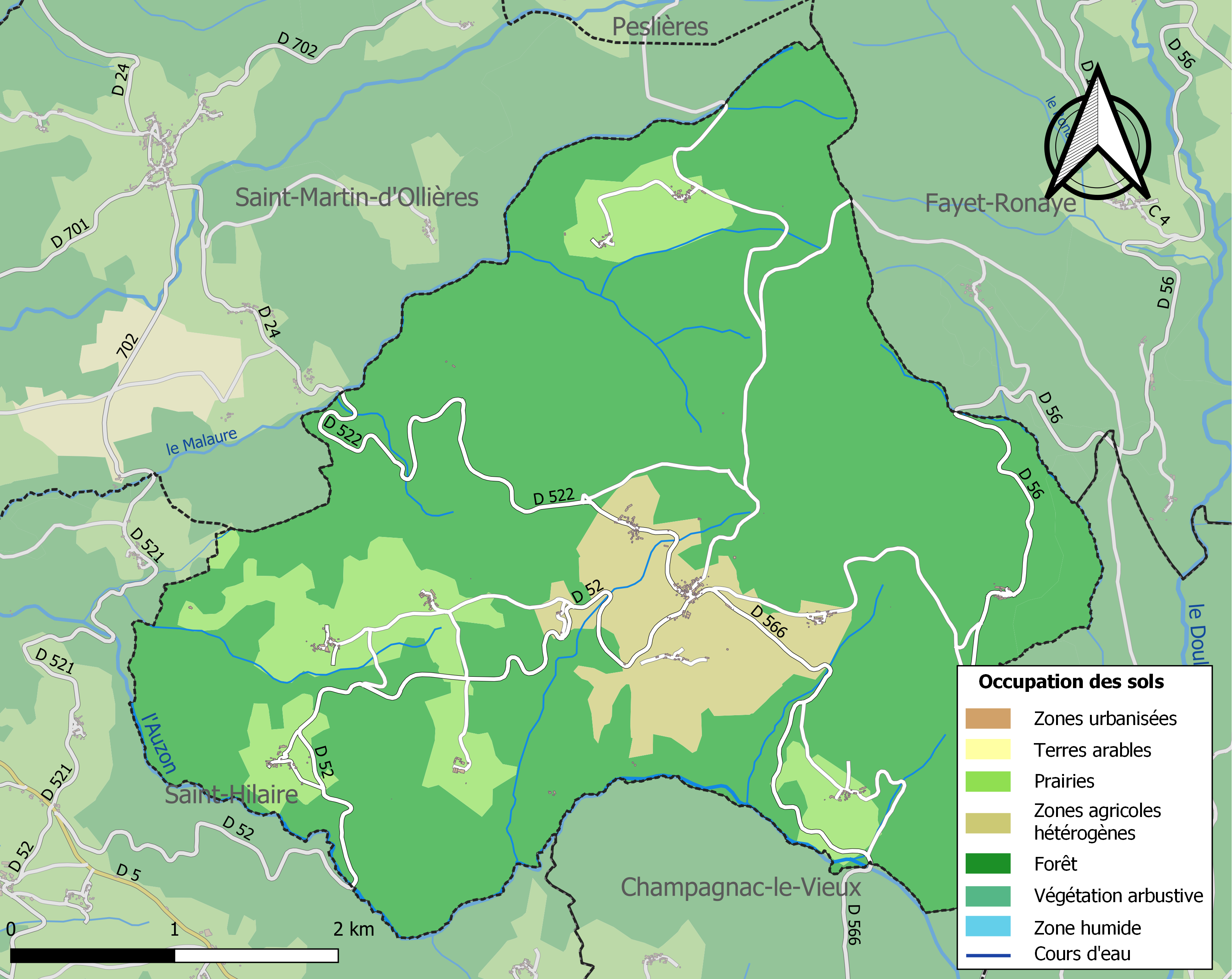
Carte des infrastructures et de l'occupation des sols de la commune en 2018 (CLC).
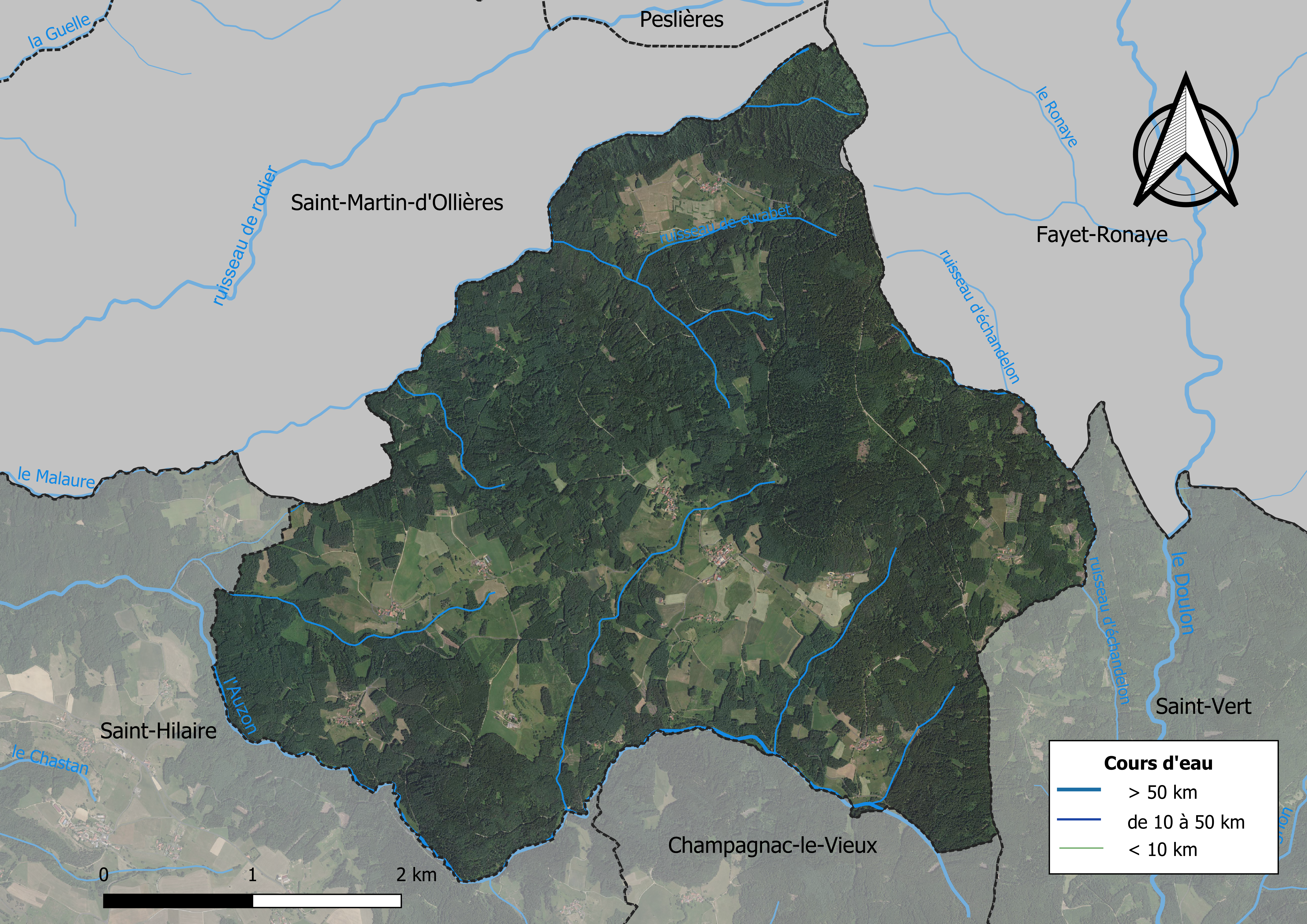
Carte orthophotographique de la commune.

### Habitat et logement
En 2018, le nombre total de logements dans la commune était de 135, alors qu'il était de 138 en 2013 et de 144 en 2008.
Parmi ces logements, 30,9 % étaient des résidences principales, 52,4 % des résidences secondaires et 16,7 % des logements vacants. Ces logements étaient pour 99,3 % d'entre eux des maisons individuelles et pour 0 % des appartements.
Le tableau ci-dessous présente la typologie des logements à Chassignolles en 2018 en comparaison avec celle de la Haute-Loire et de la France entière. Une caractéristique marquante du parc de logements est ainsi une proportion de résidences secondaires et logements occasionnels (52,4 %) supérieure à celle du département (16,1 %) et à celle de la France entière (9,7 %). Concernant le statut d'occupation de ces logements, 95,3 % des habitants de la commune sont propriétaires de leur logement (95,2 % en 2013), contre 70 % pour la Haute-Loire et 57,5 pour la France entière.
| Typologie                                               | Chassignolles | Haute-Loire | France entière |
| ------------------------------------------------------- | ------------- | ----------- | -------------- |
| Résidences principales (en %)                           | 30,9          | 71,5        | 82,1           |
| Résidences secondaires et logements occasionnels (en %) | 52,4          | 16,1        | 9,7            |
| Logements vacants (en %)                                | 16,7          | 12,4        | 8,2            |

### Lieux-dits
- Champré
- Escros
- Estival
- Jourchanes

Carrière de Quartz.
- la Besseyre, Villa Beciaria (Br.)
- la Chapelle
- la Frideyre
- la Rabide
- la Rouveyre
- la Trémouleyre
- le Gout
- les Fontilles
- Mandarat
- Marion
- Moulin de Marion
- Moulin des Poules
- Pelavit
- Préchâteau
- Rabassac
- Réal.

## Toponymie
Le toponyme Chassignolles est, selon certains, issu du gaulois cassanos, signifiant chêne.
Selon le linguiste Albert Dauzat qui a longtemps travaillé sur la région, ce nom apparaissant dans la documentation sous la forme Caucinogile, se rapportera au latin vulgaire Cacinoialum, dérivée de chaux. Cependant, il avance également que cette mention ancienne, serait également dérivable de Caucino- + -ilo, pouvant ainsi se rapporter simplement à un classique anthroponyme gallo-romain : Caucilius déformation de Caucius. Malheureusement à ce jour, aucune découverte archéologique ne semble pouvoir venir défendre cette dernière hypothèse. Cette lacune doit probablement relever du manque de recherche entreprise dans ce domaine. En effet, de nombreux autres toponymes laissent entrevoir un défrichement précoce. Il n'est donc pas risqué de dire, que très certainement dès les hautes époques du Moyen Âge, devait être établi un domaine d'exploitations de type gallo-romain. Dans l'actuelle commune certains micro-toponymes trahissent une occupation humaine antérieurement au VIIe siècle.

## Histoire
In patria Arvernica, in aice Brivatensi, in villa quae dicitur Caucinogilo sive Genecense (889).
L'importante villa est cité pour la première fois en 889 lors d'une donation de champs au profit du chapitre de Brioude. Elle réapparaîtra de nombreuses autres fois dans les textes de la fin de l'époque carolingienne.

### Les seigneurs des lieux
Avant le XIIIe siècle, le domaine doit certainement être sous la protection des milites d'Auzon et des comtes d'Auvergne. La première mention de la famille de Chassignolles n'apparaît pas avant la 2e moitié du XIIIe siècle. L’héritière de cette maison (appartenant vraisemblablement au lignage des d'Auzon) transmet alors cette terre à celle des seigneurs de Chalencon, proches parents des vicomtes de Polignac. Cette union donnera naissance à la branche des Chalencon-Chassignolles.
La seigneurie passera ensuite dans la maison de Montmorin-Saint-Hérem (Alix de Chalencon ayant épousé vers 1460 Gilbert de Montmorin-St-Hérem) puis dans celle des Clermont-Chaste, Françoise, fille de Gaspard de Montmorin et de Louise d'Urfé ayant épousé d'abord Louis-Armand XVII, vicomte de Polignac (d'où leur fille Louise de Polignac, fondatrice en 1639 des Bénédictines d'Auzon), puis en deuxièmes noces François de Clermont, baron de Chaste.
- Les Navette

Ces seigneurs de Chassignolles sont en partie seigneurs de Saint-Martin d'Ollière.

## Politique et administration

### Découpage territorial
La commune de Chassignolles est membre de la communauté de communes Auzon Communauté, un établissement public de coopération intercommunale (EPCI) à fiscalité propre créé le 21 décembre 2000 dont le siège est à Auzon. Ce dernier est par ailleurs membre d'autres groupements intercommunaux.
Sur le plan administratif, elle est rattachée à l'arrondissement de Brioude, au département de la Haute-Loire, en tant que circonscription administrative de l'État, et à la région Auvergne-Rhône-Alpes.
Sur le plan électoral, elle dépend du canton de Sainte-Florine pour l'élection des conseillers départementaux, depuis le redécoupage cantonal de 2014 entré en vigueur en 2015, et de la deuxième circonscription de la Haute-Loire   pour les élections législatives, depuis le redécoupage électoral de 1986.

### Liste des maires
| Période                                  | Période                    | Identité         | Étiquette     | Qualité |
| ---------------------------------------- | -------------------------- | ---------------- | ------------- | ------- |
| Les données manquantes sont à compléter. |                            |                  |               |         |
| mars 2001                                | En cours (au 27 août 2014) | Michel Clémensat | Divers droite |         |

## Population et société

### Démographie

#### Évolution démographique
L'évolution du nombre d'habitants est connue à travers les recensements de la population effectués dans la commune depuis 1793. Pour les communes de moins de 10 000 habitants, une enquête de recensement portant sur toute la population est réalisée tous les cinq ans, les populations de référence des années intermédiaires étant quant à elles estimées par interpolation ou extrapolation. Pour la commune, le premier recensement exhaustif entrant dans le cadre du nouveau dispositif a été réalisé en 2005.

En 2022, la commune comptait 64 habitants, en stagnation par rapport à 2016 (Haute-Loire : +0,36 %, France hors Mayotte : +2,11 %).
| 1793 | 1800 | 1806 | 1821 | 1831 | 1836 | 1841 | 1846 | 1851 |
| ---- | ---- | ---- | ---- | ---- | ---- | ---- | ---- | ---- |
| 662  | 752  | 881  | 819  | 863  | 899  | 899  | 888  | 943  |

| 1856 | 1861 | 1866 | 1872 | 1876 | 1881 | 1886 | 1891 | 1896 |
| ---- | ---- | ---- | ---- | ---- | ---- | ---- | ---- | ---- |
| 870  | 851  | 852  | 853  | 747  | 787  | 770  | 696  | 621  |

| 1901 | 1906 | 1911 | 1921 | 1926 | 1931 | 1936 | 1946 | 1954 |
| ---- | ---- | ---- | ---- | ---- | ---- | ---- | ---- | ---- |
| 624  | 602  | 582  | 480  | 442  | 378  | 339  | 301  | 279  |

| 1962 | 1968 | 1975 | 1982 | 1990 | 1999 | 2005 | 2006 | 2010 |
| ---- | ---- | ---- | ---- | ---- | ---- | ---- | ---- | ---- |
| 288  | 219  | 191  | 157  | 109  | 84   | 82   | 84   | 80   |

| 2015 | 2020 | 2022 | - | - | - | - | - | - |
| ---- | ---- | ---- | - | - | - | - | - | - |
| 66   | 65   | 64   | - | - | - | - | - | - |

#### Pyramide des âges
La population de la commune est relativement âgée.
En 2018, le taux de personnes d'un âge inférieur à 30 ans s'élève à 4,6 %, soit en dessous de la moyenne départementale (31 %). À l'inverse, le taux de personnes d'âge supérieur à 60 ans est de 73,9 % la même année, alors qu'il est de 31,1 % au niveau départemental.
En 2018, la commune comptait 32 hommes pour 31 femmes, soit un taux de 50,79 % d'hommes, légèrement supérieur au taux départemental (49,13 %).
Les pyramides des âges de la commune et du département s'établissent comme suit.
| Hommes | Classe d’âge | Femmes |
| ------ | ------------ | ------ |
| 0,0    | 90 ou +      | 3,1    |
| 9,1    | 75-89 ans    | 18,8   |
| 63,6   | 60-74 ans    | 53,1   |
| 18,2   | 45-59 ans    | 12,5   |
| 3,0    | 30-44 ans    | 9,4    |
| 0,0    | 15-29 ans    | 0,0    |
| 6,1    | 0-14 ans     | 3,1    |

| Hommes | Classe d’âge | Femmes |
| ------ | ------------ | ------ |
| 0,9    | 90 ou +      | 2,5    |
| 8,4    | 75-89 ans    | 11,7   |
| 20,4   | 60-74 ans    | 20,5   |
| 21,3   | 45-59 ans    | 20,3   |
| 16,8   | 30-44 ans    | 16,3   |
| 15,2   | 15-29 ans    | 13,2   |
| 17     | 0-14 ans     | 15,6   |

## Économie

### Emploi
| Division       | 2008  | 2013  | 2018  |
| -------------- | ----- | ----- | ----- |
| Commune        | 0 %   | 0 %   | 0 %   |
| Département    | 6,3 % | 7,7 % | 7,7 % |
| France entière | 8,3 % | 10 %  | 10 %  |

En 2018, la population âgée de 15 à 64 ans s'élève à 24 personnes, parmi lesquelles on compte 60 % d'actifs (60 % ayant un emploi et 0 % de chômeurs) et 40 % d'inactifs,. Depuis 2008, le taux de chômage communal (au sens du recensement) des 15-64 ans est inférieur à celui de la France et du département.
La commune est hors attraction des villes,. Elle compte 5 emplois en 2018, contre 11 en 2013 et 14 en 2008. Le nombre d'actifs ayant un emploi résidant dans la commune est de 15, soit un indicateur de concentration d'emploi de 33,3 % et un taux d'activité parmi les 15 ans ou plus de 24,2 %.
Sur ces 15 actifs de 15 ans ou plus ayant un emploi, 5 travaillent dans la commune, soit 33 % des habitants. Pour se rendre au travail, 86,7 % des habitants utilisent un véhicule personnel ou de fonction à quatre roues, 6,7 % s'y rendent en deux-roues, à vélo ou à pied et 6,7 % n'ont pas besoin de transport (travail au domicile).

## Culture et patrimoine

### Église Notre-Dame-de-l'Assomption
C'est du temps du successeur de saint Robert, Durand l’abbé de la Chaise-Dieu, que le comte d’Auvergne, Robert III, donna en 1077 au monastère de moniales de Lavaudieu des terres à Chassignolles. La prieure y fit édifier un petit prieuré de moniales dédié à Notre Dame. Il existait encore en 1670. Le prieuré eut aussi des démêlés avec les seigneurs de La Mothe, qui l’amenèrent, en 1358, à conclure un traité avec la comtesse d’Auvergne, Jeanne, reine de France.
Elle est inscrite et classée au titre des monuments historiques depuis le 28 novembre 1944 sauf la façade occidentale classée à la même date.
L'église renferme une Vierge en bois polychrome classée au titre d'objet.
Notre Dame de Chassignolles a été retrouvée a Jourchanes en 1938 par la famille Besseyre-Clémensat. Elle a été restaurée par Yves Morvan.

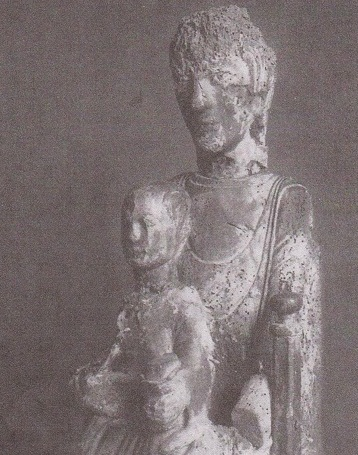
Vierge de Chassignoles avant toute restauration.
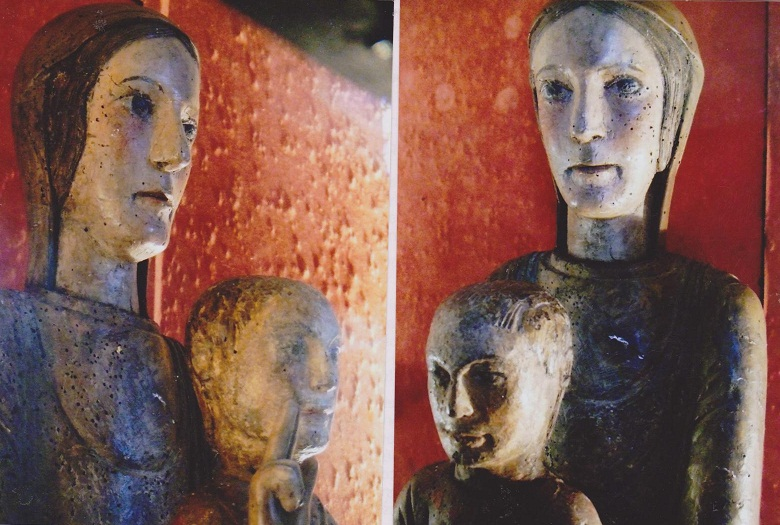
Vierge de Chassignoles après la seconde restauration.

### Le château fort
Réalisation architecturale du XIIIe siècle dans l'esprit des constructions de Philippe Auguste. Construit entre 1240 et 1250, le château est inscrit au titre des monuments historiques par arrêté du 7 février 1994.

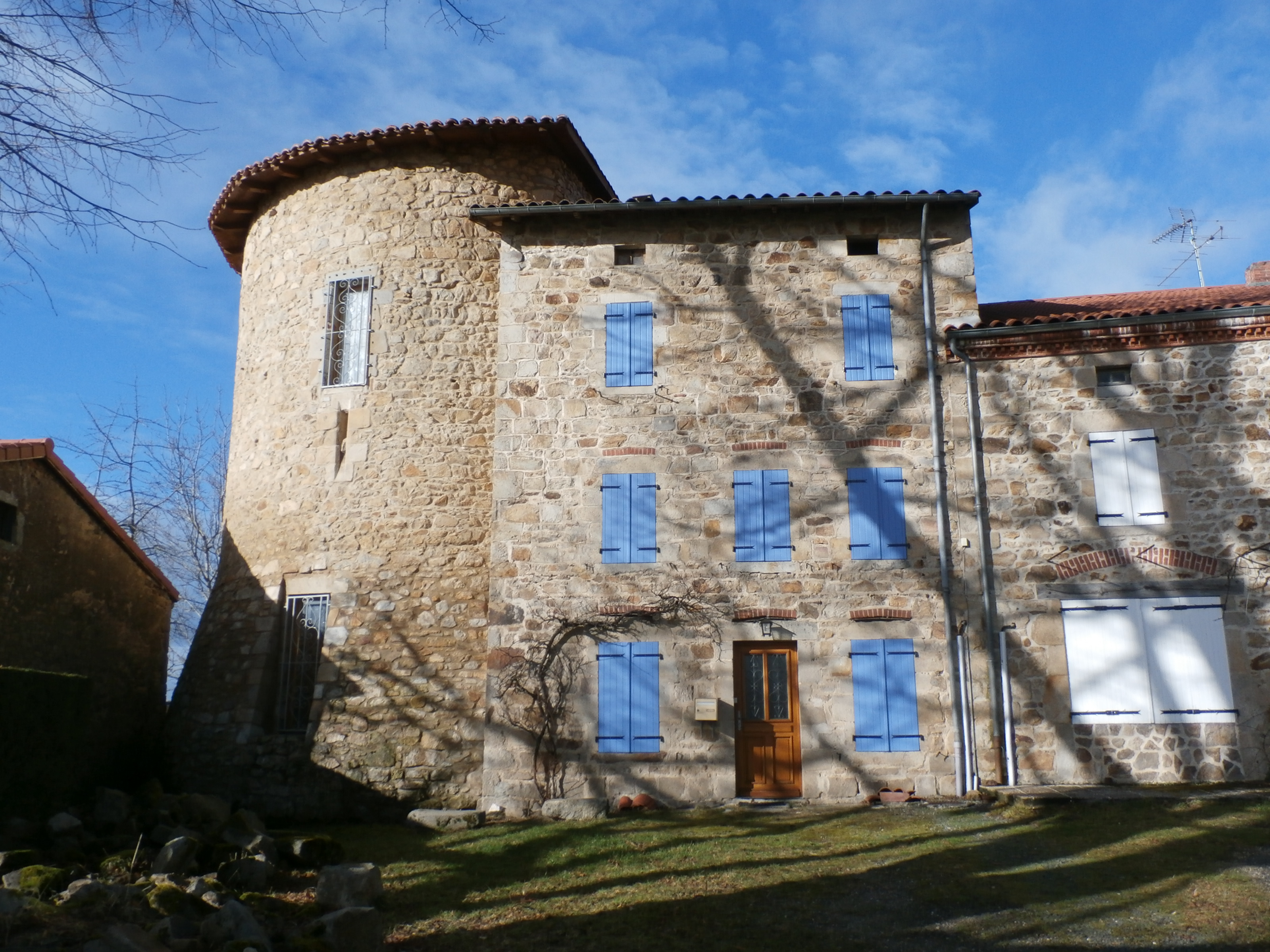
Le château fort.

### Cercle des Héritiers de la Mémoire
Association savante qui regroupe tous ceux qui sont intéressés par l'histoire de cette commune et de ses habitants. Elle publie régulièrement des études généalogiques et des articles historiques. Elle organise régulièrement des rencontres et des expositions. On peut la contacter en écrivant à la mairie de Chassignolles.
Au cœur de ce petit village agricole était construite une bastide. Il  ne reste plus de ce petit château, ancienne propriété des Navette, qu'une pierre armoriale dont l'identité de la famille reste indéfinie.
- Thonnat
- (?) Mine de plomb et d'antimoine.

### Personnalités liées à la commune
- Comtesse d'Auvergne.
- Seigneurs de Chassignolles.
- Jean-Antoine Dosfant, (14 juillet 1724, Chassignolles - 19 juillet 1798, Paris), député du tiers aux États généraux. En 1792 il achète les châteaux du Viallard et de l’Air de Laval-sur-Doulon[35].
- Ernest Sabatier (1886, Chassignoles - 1965), missionnaire catholique de la congrégation des Missionnaires du Sacré-Cœur de Jésus, connu pour avoir étudié le gilbertin dans les anciennes îles Gilbert (actuellement les Kiribati).